# Poliothyrsis sinensis

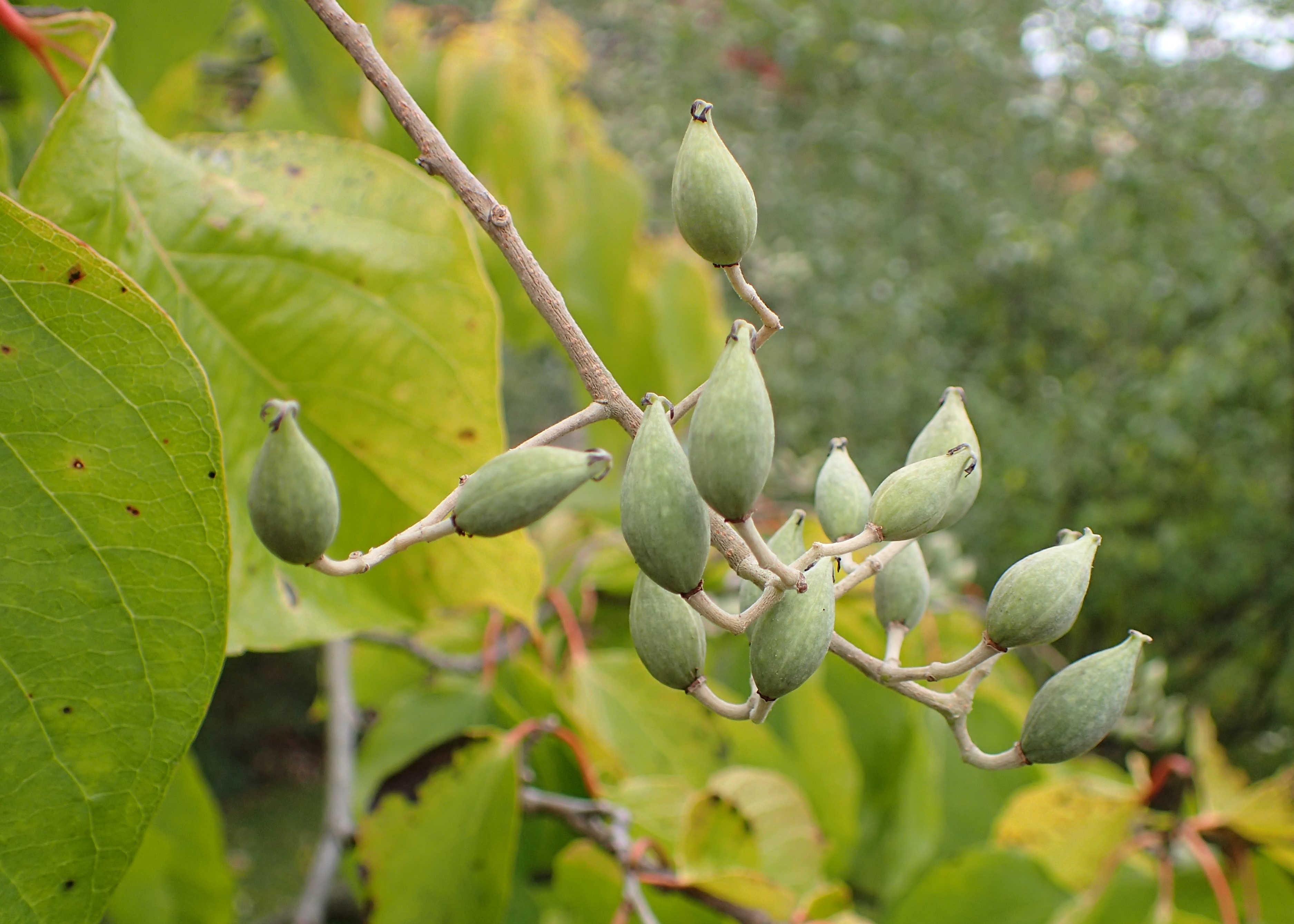
Owoce

Poliothyrsis sinensis – gatunek roślin z monotypowego rodzaju Poliothyrsis z rodziny wierzbowatych (Salicaceae). Rośnie w środkowych i południowych Chinach – w Syczuanie, Hubei i dalej na południu. Rośnie w lasach mieszanych i liściastych, zimozielonych i zrzucających liście, głównie na obszarach górskich i w niższych położeniach na rzędnych od 400 do 1500 m n.p.m.
Bywa uprawiany jako roślina ozdobna – jest gatunkiem mało wymagającym, kwitnie od młodego wieku.

## Morfologia
PokrójDrzewa osiągające do 15 m wysokości, czasem o pokroju krzewiastym. Gałęzie szeroko rozpościerające się. Kora szarobrązowa, młode pędy odstająco owłosione, później łysiejące, szare.
LiścieZrzucane przed zimą, skrętoległe, bez przylistków. Ogonek liściowy długi – osiągający do 6 cm długości, z parą gruczołków. Blaszka liściowa pojedyncza, jajowata do sercowatej, osiągająca od 8 do 18 cm długości, od spodu owłosiona, na brzegu piłkowana, na wierzchołku zaostrzona.
KwiatyJednopłciowe, ale kwiaty męskie i żeńskie zebrane w tych samych kwiatostanach. Kwiaty są wonne, niewielkie, ale zebrane w obfite, silnie rozgałęzione kwiatostany, osiągające do ok. 20 cm długości. Osie kwiatostanu gęsto owłosiona. Przysadki drobne, odpadające. W kwiatach męskich pojedynczy okółek okwiatu (opisywany jako działki kielicha) składa się z 5 żółtawych listków. Poza tym w kwiatach tych rozwijają się liczne pręciki o nitkach różnej długości. Kwiaty żeńskie zawierają bardzo krótkie prątniczki i trzy jednokomorowe zalążnie.
OwoceWrzecionowate torebki o długości ok. 2,5 cm, otwierające się 3 lub 4 klapkami. Zawierają liczne i oskrzydlone nasiona.

## Systematyka
Pozycja systematyczna
Takson z rodziny wierzbowatych (Salicaceae). W obrębie wierzbowatych należy do podrodziny Salicoideae i plemienia Salicoideae. Za najbliżej spokrewnione uznawane są rodzaje Carrierea i Idesia – bardzo podobne morfologicznie.